# Кулі (Петровськ-Забайкальський район)
Кулі́ (рос. Кули) — село у складі Петровськ-Забайкальського району Забайкальського краю, Росія. Входить до складу Балягинського сільського поселення.

## Населення
Населення — 230 осіб (2010; 303 у 2002).
Національний склад (станом на 2002 рік):
- росіяни — 100 %